# Harry Kelly

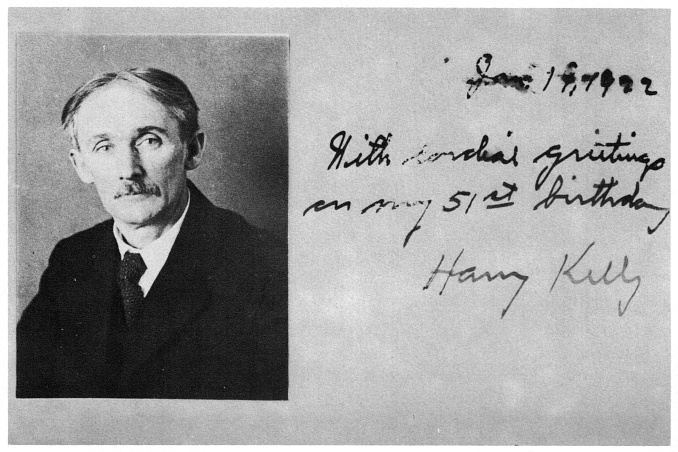
Fotografía de Harry Kelly, al cumplir 51 años, en 1922.

Harry May Kelly (nacido en Saint Charles, Missouri, 1871 – fallecido en 1953) fue un anarquista de Estados Unidos y un activista de la Escuela Moderna en su país.

## Biografía

### Primeros años
Nació en Saint Charles, Missouri y fue bautizado en la Iglesia Episcopal local, Kelly pasó su juventud en las orillas del Misisipi. Su padre era de Cornualles, mientras que su madre era descendiente de la familia Calvert, fundadores de la ciudad de Baltimore. Aunque alguna vez fue socio del magnate de los ferrocarriles Thomas Alexander Scott, el padre de Kelly perdió su fortuna en el juego y tomó un trabajo como inspector de minas, muriendo en la pobreza antes del quinto cumpleaños de Kelly. Kelly abandonó la escuela después del quinto grado y trabajó como impresor en imprentas a fin de mantener a su familia. A los veinte años, andaba de ciudad en ciudad. Fue contratado como un vendedor de equipos de impresión por la American Machine and Foundry Company de Cleveland, Ohio. Fue durante esta época que empezó a participar activamente en el movimiento sindical y por primera vez entró en contacto con las ideas anarquistas. Se convirtió en un colaborador de Charles Mowbray en el periódico bostoniano The Rebel, y cuando la publicación cesó de salir, publicó un periódico titulado The Match, el primero de los tres periódicos anarquistas que fundó en Estados Unidos.

### Años en Inglaterra
El académico Lawrence Veysey señaló quet Kelly compartió con su padre "al menos, dos rasgos principales: una inquietud migratoria y un cierto interés en los libros y las ideas ". Kelly se trasladó a Inglaterra en 1898, en parte para conocer a sus parientes paternos, pero también para trabar relación con los círculos anarquistas revolucionarios londinenses. Fue allí, entre sus nuevos amigos, camaradas, pensadores anaqruistas y propagandistas que Kelly pasó sus días más felices, y en palabras de Havel, "fortaleció su ideal con hechos e información histórica, económica y social".
En Inglaterra trabajó junto al eminente intelectual anarquista ruso Piotr Kropotkin, con quien trabó una fuerte amistad, visitándolo frecuentemente en su residencia de Bromley, Kent y encontrando en él un gran maestro y camarada. Aunque no tuvo una gran actividad en el movimiento durante su estadía en Inglaterra, colaboró con el importante periódico anarquista Freedom, junto Kropotkin, Varlaam Cherkesov, Louise Michel, Max Nettlau y John Turner hasta su regreso a los Estados Unidos en 1904.

### Retorno a América
De vuelta a su país, Kelly continú trabajando para la American Machine and Foundry hasta 1920. En 1911 organizó la Francisco Ferrer Association de Nueva York, una organización anarquista que propugnaba el establecimiento de Escuelas Modernas en América según las ideas de Francisco Ferrer Guardia.
Estableció comunidades libertarias y escuelas en Nueva York y Nueva Jersey. Fue cofundador y organizador de la Ferrer Modern School de Stelton Colony en Piscataway Township, New Jersey, que se convirtió en la más exitosa y duradera colonia anarquista en América. Kelly abandonó la colonia en 1923, y luego fundó la Mohegan Colony en Lake Mohegan, Nueva York en 1925, y posteriormente la Mount Airy Colony en Harmon, Nueva York.
Kelly fue muy amigo de los renombrados anarquistas rusos Emma Goldman y Alexander Berkman, junto a los cuales trabajó durante años hasta su deportación baj el Anarchist Exclusión Act de 1918. Kelly aspiraba a esteblecer una sociedad anarquista basada en la asociación voluntaria, sin coerción ni autoridad (que sería reemplazada por la libertad personal), la autonomía individual y la ayuda mutua.

## Otras lecturas
- Avrich, Paul (2006). Anarchist Voices: An Oral History of Anarchism in America. Stirling: AK Press. ISBN 1904859275.